# Rivière Caginecti
La rivière Caginecti est un affluent de la rive nord-ouest du lac Châteauvert lequel est traversé par la rivière Manouane. La rivière Caginecti coule du côté ouest de la rivière Saint-Maurice, dans le territoire de La Tuque, en Mauricie, au Québec, au Canada.
Le cours de la rivière traverse les cantons de Lavigne et de Amyot. Ce cours d'eau fait partie du bassin versant de la rivière Saint-Maurice laquelle se déverse à Trois-Rivières sur la rive nord du fleuve Saint-Laurent.
L’activité économique du bassin versant de la « rivière Caginecti » est la foresterie. Le cours de la rivière coule entièrement en zones forestières. La surface de la rivière est généralement gelée du début de décembre jusqu’au début d’avril.

## Géographie
La rivière Caginecti prend sa source à l’embouchure du petit lac sans nom (longueur : 0,3 km ; altitude : 488 m) situé dans le canton de Lavigne. L’embouchure de ce lac est située à 12,2 km au nord-ouest de la confluence de la rivière Caginecti et à 22,1 km à l'ouest du centre du village de Weymontachie.
À partir de l’embouchure du lac de tête, la rivière Caginecti coule sur 25,0 km, selon les segments suivants :
- 4,5 km vers le nord-est, puis le sud-est, dans le canton de Lavigne, jusqu’à la décharge du lac Laurel (venant de l’est) ;
- 1,8 km vers le sud, jusqu’à la limite du canton de Amyot ;
- 2,8 km vers le sud dans le canton de Amyot, jusqu’à un ruisseau (venant du nord-ouest) ;
- 7,2 km vers le sud-est, puis le nord-est, jusqu’à la rive ouest du lac Long ;
- 0,9 km vers l’est, en traversant le lac Long (longueur : 1,4 km ; altitude : 428 m) jusqu’à son embouchure situé à l’Est ;
- 6,4 km vers l’est, jusqu’à la confluence de la rivière[2].

La rivière Caginecti se déverse dans le canton de Amyot au fond d’une petite baie, sur la rive nord-ouest du lac Châteauvert lequel est traversé vers le nord-est par la rivière Manouane. Cette confluence fait face à la Chute Cikowic.
La confluence de la rivière Caginecti est située à :
- 0,9 km au sud-est du barrage de l’embouchure du lac Châteauvert (barrage de la Manouane-C) ;
- 18,0 km au sud-est du centre du village de Weymontachie ;
- 94 km au nord-ouest du centre-ville de La Tuque.

## Toponymie
Le toponyme rivière Caginecti a été officialisé le 5 mars 1981 à la Commission de toponymie du Québec.